# Jérôme Richard
Jérôme Richard (Digione, 1720 – ...) è stato un abate e erudito francese.

Description historique et critique de l'Italie, 1766. Da BEIC, biblioteca digitale

Fu canonico di Vézelay e traduttore di opere dal greco antico. Scrisse un'opera in sei volumi sull'Italia, Description historique et critique de l'Italie.

## Opere
- Jérôme Richard, Description historique et critique de l'Italie. 1, A Dijon Et se trouve à Paris, François Desventes, Michel Lambert, 1766.
- Jérôme Richard, Description historique et critique de l'Italie. 2, A Dijon Et se trouve à Paris, François Desventes, Michel Lambert, 1766.
- Jérôme Richard, Description historique et critique de l'Italie. 3, A Dijon Et se trouve à Paris, François Desventes, Michel Lambert, 1766.
- Jérôme Richard, Description historique et critique de l'Italie. 5, A Dijon Et se trouve à Paris, François Desventes, Michel Lambert, 1766.